# Campillos-Paravientos
Campillos-Paravientos – gmina w Hiszpanii, w prowincji Cuenca, w Kastylii-La Mancha, o powierzchni 54,34 km². W 2011 roku gmina liczyła 126 mieszkańców.